# Carmelita Namashulua
Carmelita Rita Namashulua (ur. 2 grudnia 1962 w Dar es Salaam) – mozambicka polityczka, od 2020 roku minister edukacji i rozwoju społecznego, wcześniej w latach 2010–2020 minister administracji publicznej.

## Życiorys
Uczęszczała do szkoły podstawowej w Tunduro w Tanzanii, w 1981 roku ukończyła szkołę średnią Frelimo w Ribaué. W 1983 roku ukończyła studia z zakresu matematyki i fizyki na Wydziale Pedagogicznym Uniwersytetu Eduarda Mondlanego. W 1994 roku ukończyła także  psychopedagogikę na Uniwersytecie Pedagogicznym w Maputo.
W latach 1984–1996 była nauczycielką fizyki w Liceum im. Josiny Machel, a w latach 1998–2001 dyrektorką ds. pedagogicznych. W latach 1994–2001 była koordynatorką programów wsparcia dla samotnych kobiet w Kancelarii Pierwszej Damy. W 1998 roku została także doradczynią w Krajowym Instytucie Społecznym ds. działalności zarobkowej. W latach 2001–2005 pełniła funkcję krajowej koordynatorki niemieckiego projektu Terre de Hommes z siedzibą w Niemczech.

### Działalność polityczna
We wrześniu 2006 roku dołączyła do Frontu Wyzwolenia Mozambiku, została członkinią Komitetu Centralnego partii. W 2010 roku weszła w skład drugiego rządu Guebuzy jako minister administracji państwowej. W 2015 roku została powołana w skład pierwszego rządu Nyusiego ponownie na stanowisku ministra administracji państwowej i służby publicznej. 17 stycznia 2020 roku ponownie weszła w skład rządu jako minister edukacji i rozwoju społecznego.